# 克里斯汀娜·彼德森
克里斯汀娜·彼德森（丹麥語：Christinna Pedersen，1986年5月12日—），丹麦著名羽毛球女子雙打運動員。她与约金·费舍尔·尼尔森的混雙曾高居世界排名第一位（2015年4月2日），曾於2012年夏季奧林匹克運動會羽毛球比賽混合雙打項目奪得銅牌。而与卡米拉·吕特·尤尔的女雙排名亦曾高達第二位（2017年3月2日），並在2016年夏季奧林匹克運動會羽毛球比賽女子雙打項目奪銀，為歐洲女子雙打選手於奧運羽球比賽的最佳成績。
彼德森与搭檔尤尔曾四度夺得歐洲羽毛球錦標賽女雙冠军（2012、2014、2016、2017）以及2018年全英羽毛球公開賽冠軍，而与尼尔森二次夺得歐錦賽混雙冠军（2014、2016）。團體賽方面，她以主力隊員身分助丹麥國家羽毛球隊獲得2011年蘇迪曼盃亚军，以及連續三屆夺得歐洲羽毛球男女子團體錦標賽冠軍（2014年至2018年）。

## 簡歷

### 早年及出道
克里斯汀娜·彼德森生於丹麥日德蘭半島利姆海峽南岸城市奥尔堡，她在6歲時開始隨父母在市內的「Gug羽毛球俱樂部」打球。其後，她到北面城市腓特烈港加入「文叙瑟尔菁英羽毛球俱樂部」（Vendsyssel Elite Badminton (VEB)），並在此度過了三個賽季。在 VEB 的最後一年，她與父母和國家隊的教練商量後，決定從日德兰半岛北部遷往首都大城市邦比，以便跟其他國家隊的成員一同接受更佳的訓練。
遷到邦比後，彼德森加入了「格雷夫羽毛球俱樂部」（Greve Strands Badminton Club），又在兩個賽季後轉到「斯庫舒韋德羽毛球俱樂部」（Skovshoved Badminton Club）。
2005年，19歲的彼德森代表丹麥參加在荷蘭斯海爾托亨博斯舉行的歐洲青年羽毛球錦標賽，分別與莱恩·丹穆凯尔·克鲁斯和拉斯马斯·邦德合作，贏得女子雙打亞軍和混合雙打冠軍。同年9月，她分别与Line Reimers以及拉斯马斯·邦德出战捷克羽毛球國際賽，在女双决赛以0比2（2-15、1-15）不敌赛会头号种子、波兰强档的娜蒂斯达·科斯蒂乌塞克/卡米拉·奥古斯丁，赢得亚军；而混双準决赛以0比2（10-15、10-15）不敌瑞典的亨利·胡尔斯凯宁/Johanna Persson，赢得亚军，这也是她首次參加成人級別的國際賽事。
2008年9月，克里斯汀娜·彼德森与约金·费舍尔·尼尔森出战中華台北羽毛球黃金大獎賽，在混双準决赛以1比2（21-13、20-22、21-23）不敌印尼的德文·拉哈迪·菲特里亞萬/莉塔·努利塔。同期9月，她与约金·费舍尔·尼尔森出战碧特博格羽毛球大獎賽，在混双决赛以1比2（21-8、17-21、20-22）不敌印度的瓦利亚维蒂尔·迪柱/瓦拉·古塔，赢得亚军。同年10月，她分别与米尔·舍特-克里斯滕森以及约金·费舍尔·尼尔森出战荷蘭羽毛球大獎賽，在女双準决赛以1比2（20-22、21-14、15-21）不敌赛会2号种子、印尼的申迪·普斯帕·伊拉瓦蒂/梅利亚娜·乔哈里；而混双决赛以2比0（21-17、21-9）击败了赛会3号种子、印尼的弗兰·库尔尼亚万·邓/申迪·普斯帕·伊拉瓦蒂，赢得冠军。同期10月，她与约金·费舍尔·尼尔森出战丹麥羽毛球超級賽，在混双决赛以2比0（21-14、21-17）击败了赛会3号种子、队友的托马斯·雷伯恩/卡米拉·吕特·尤尔，首次赢得超级赛冠军。
2009年1月，克里斯汀娜·彼德森与约金·费舍尔·尼尔森出战馬來西亞羽毛球超級賽，在混双準决赛以0比2（20-22、18-21）不敌赛会头号种子、印尼强档的诺瓦·维迪安托/利利亚纳·纳西尔。同年6月，她与约金·费舍尔·尼尔森出战印尼羽毛球超級賽，在混双準决赛以0比2（13-21、13-21）不敌赛会2号种子、韩国强档的李龍大/李孝貞。同年8月，她参加印度海得拉巴举办的世界羽毛球錦標賽，與约金·费舍尔·尼尔森以6號種子身分出戰混合雙打項目。他們首圈輪空，次圈收获大礼輪空；在第三轮鏖战三局以2比1（21-19、15-21、21-15）击败了赛会10号种子、香港的魏仁君/周凱華。八强中，表现出色以2比0（21-10、21-17）击败了赛会4号种子、中国的何汉斌/于洋。在四强中，相遇赛会2号种子、印尼强档的诺瓦·维迪安托/利利亚纳·纳西尔，大战三局以1比2（18-21、21-14、18-21）不敌对手，赢得世锦赛季军。同年9月，她与约金·费舍尔·尼尔森出战日本羽毛球超級賽，在混双决赛以1比2（21-13、16-21、20-22）不敌泰国的颂蓬·阿努里达亚翁/恭差拉·沃拉威七猜恭，赢得亚军。同年10月，她与约金·费舍尔·尼尔森出战丹麥羽毛球超級賽，在混双决赛以2比1（21-16、25-27、21-17）击败了赛会7号种子、英格兰的安东尼·克拉克/唐娜·凯洛格，赢得冠军。同年12月，她与约金·费舍尔·尼尔森出战世界羽聯超級系列賽總決賽，在混双决赛以2比0（21-14、21-18）击败了印度的瓦利亚维蒂尔·迪柱/瓦拉·古塔，赢得总决赛冠军。
2010年9月，克里斯汀娜·彼德森与约金·费舍尔·尼尔森出战日本羽毛球超級賽，在混双準决赛以0比2（14-21、20-22）不敌赛会8号种子、中国的陶嘉明/田卿。同年11月，她与卡米拉·吕特·尤尔出战法國羽毛球超級賽，在女双準决赛以1比2（21-18、15-21、16-21）不敌赛会头号种子、跨国组合的（保加利亚：佩蒂娅·内德尔奇娃/俄罗斯：安娜斯塔西亚·鲁斯基赫）。
2011年3月，克里斯汀娜·彼德森分别与卡米拉·吕特·尤尔以及约金·费舍尔·尼尔森出战瑞士羽毛球黃金大獎賽，在女双準决赛以0比2（13-21、19-21）不敌韩国的河貞恩/金旼貞；而混双决赛以2比0（23-21、21-14）击败了赛会2号种子、英格兰的内森·罗布森/珍妮·沃尔沃克，赢得冠军。同年6月，她与卡米拉·吕特·尤尔出战印尼羽毛球首要超級賽，在女双準决赛以0比2（10-21、12-21）不敌赛会头号种子、中国的王晓理/于洋。同年9月，她与约金·费舍尔·尼尔森出战中國羽毛球大師賽，在混双準决赛以0比2（15-21、20-22）不敌赛会5号种子、中国的徐晨/马晋。同期9月，她与约金·费舍尔·尼尔森出战日本羽毛球超級賽，在混双决赛以1比2（19-21、21-16、15-21）不敌赛会5号种子、中華台北的陳宏麟/程文欣，赢得亚军。同年10月，她与约金·费舍尔·尼尔森出战丹麥羽毛球首要超級賽，在混双决赛以2比0（22-20、21-16）击败了赛会5号种子、中国的徐晨/马晋，赢得冠军。同期10月，她与约金·费舍尔·尼尔森出战法國羽毛球超級賽，在混双决赛以2比0（21-17、21-14）击败了赛会2号种子、中国的徐晨/马晋，赢得冠军。同年12月，她分别与卡米拉·吕特·尤尔以及约金·费舍尔·尼尔森出战世界羽聯超級系列賽總決賽，在女双小组赛分别击败了两队日本的藤井瑞希/垣岩令佳以及松尾靜香/內藤真實，但只输给了中国的田卿/赵芸蕾，以第二出线，在準決賽以0比2（21-23、18-21）不敌赛会4号种子、韩国的河貞恩/金旼貞；而混双小组赛分别击败了泰国的戍革·普拉帕卡莫/莎拉丽·桑松卡姆、日本的池田信太郎/潮田玲子以及中華台北的陳宏麟/程文欣，豪取头名出线，在準決賽以0比2（19-21、14-21）不敌赛会3号种子、中国的徐晨/马晋。
2012年1月，克里斯汀娜·彼德森与约金·费舍尔·尼尔森出战韓國羽毛球首要超級賽，在混双準决赛以0比2（17-21、8-21）不敌赛会2号种子、中国的徐晨/马晋。同期1月，她与卡米拉·吕特·尤尔出战馬來西亞羽毛球超級賽，在女双决赛以2比0（21-19、21-18）击败了赛会2号种子、韩国强档的河貞恩/金旼貞，赢得冠军。同年4月，她代表丹麦参加瑞典卡爾斯克魯納举办的歐洲羽毛球錦標賽，与搭档的卡米拉·吕特·尤尔在女双决赛以2比0（21-17、24-22）击败了赛会3号种子、队友的莱恩·丹穆凯尔·克鲁斯/马丽恩·罗布克，赢得冠军。同年6月，她与约金·费舍尔·尼尔森出战泰國羽毛球黃金大獎賽，在混双準决赛以0比2（16-21、17-21）不敌中国的陶嘉明/汤金华。同年7月，她代表丹麦出戰英国伦敦舉行的奥林匹克运动会羽毛球比賽女子双打項目以及混合双打項目，她與卡米拉·吕特·尤尔以女双5號種子身分出戰。在小組賽階段首战便不敌日本的前田美順/綱聰子、其后击败了中国香港的潘樂恩/謝影雪和中国的田卿/赵芸蕾，以赛会5號種子和小组头名晉級八强。半準決賽，克里斯汀娜·彼德森和卡米拉·吕特·尤尔面对日本的藤井瑞希/垣岩令佳，直落两局以0比2（20-22、10-21）不敌对手，无缘四强。同时，她與约金·费舍尔·尼尔森以混双4號種子身分出戰。在小組賽階段分别击败了加拿大的吳駿義/高博、波兰的罗伯特·马特斯亚克/娜蒂斯达·希尔巴以及日本的池田信太郎/潮田玲子，以赛会4號種子和小组头名晉級八强。半準決賽，克里斯汀娜·彼德森和约金·费舍尔·尼尔森相遇泰国的戍革·普拉帕卡莫/莎拉丽·桑松卡姆，表现出色以2比0（21-15、21-13）击败对手。随后在準決賽落败；在銅牌賽直落两局以2比0（21-12、21-12）拿下对手，赢得奥运季军。同年12月，她与約金·費舍爾·尼爾森出战哥本哈根羽毛球大師賽，在混双决赛以2比0（21-19、21-17）击败了泰国的戍革·普拉帕卡莫/莎拉麗·桑松卡姆，赢得冠军。
2013年8月，彼德森參加中國廣州舉行的世界羽毛球錦標賽，與约金·费舍尔·尼尔森以4號種子身分出戰混合雙打項目。他們首圈輪空，第二圈即以2比0輕取烏克蘭組合晉級；但在第三圈就以1比2（21-17、21-23、18-21）不敵韓國的申白喆/嚴惠媛，16強止步。

### 2014年世锦赛混双季军
2014年8月，克里斯汀娜·彼德森參加丹麥巴勒魯普自治市舉行的世界羽毛球錦標賽，她分别与卡米拉·吕特·尤尔和约金·费舍尔·尼尔森出戰女子双打項目以及混合双打項目。她與卡米拉·吕特·尤尔以2號種子身分出戰，故在首圈輪空；以2比0（21-12、21-16）轻取泰国的普蒂塔·素帕猜恭/沙西丽·德拉达那猜。在第三圈，以0比2（15-21、19-21）不敌印度尼西亚的尼蒂娅·克里欣达·马赫斯瓦里/格雷西娅·波利，16强止步。
此外，她與约金·费舍尔·尼尔森以3號種子身分出戰，故在首圈輪空；次圈以2比0（21-13、21-19）轻取荷蘭的雅高·阿伦斯/塞莱娜·皮克。在第三圈，激战三局以2-0（21-15、21-5）横扫赛会16号种子泰国的玛尼蓬·宗集/沙西丽·德拉达那猜。八强中，以2比1（21-12、20-22、21-18）力克印度尼西亚的普拉文·乔丹/戴比·苏珊托。準決賽中，以0比2（15-21、9-21）不敌赛会2号种子中国的徐晨/马晋，赢得混合双打铜牌。

### 2015年世锦赛女双亚军
2015年8月，克里斯汀娜·彼德森參加印尼雅加达舉行的世界羽毛球錦標賽，她分别与卡米拉·吕特·尤尔和约金·费舍尔·尼尔森出戰女子双打項目以及混合双打項目。她與卡米拉·吕特·尤尔以4號種子身分出戰，故在首圈輪空；以2比0（21-15、21-15）轻取中華台北的張淨惠 /張莘恬。在第三圈，以2比0（21-11、21-17）横扫韩国新秀的李紹希/申昇瓚。八强中，以2比0（21-8、21-10）完胜韩国的高我羅/柳海媛。準決賽中，以2比0（21-12、21-15）击败了日本的福万尚子/與猶胡桃，成功地终止后者继续以「黑馬」姿态前进。
决赛中，掀起了三局大战后，以1-2（25-23、8-21、15-21）先拿下首局，但其后被对手实现逆转，错失了夺得女双冠军的机会。最终，打满三局依然不敌中国的田卿/赵芸蕾，赢得女子双打银牌。
此外，她與约金·费舍尔·尼尔森以5號種子身分出戰，故在首圈輪空；次圈以2比0（21-19、21-12）轻取新加坡的丹尼·巴瓦·克里斯南塔 /梁语嫣。在第三圈，激战三局以1-2（20-22、21-19、21-23）不敌赛会11號種子印度尼西亚二号混双的普拉文·乔丹 /戴比·苏珊托，16强止步。

### 2016年里约奥运女双夺银
2016年8月，克里斯汀娜·彼德森代表丹麦出戰巴西里約熱內盧舉行的奥林匹克运动会羽毛球比賽女子双打項目以及混合双打項目，她與卡米拉·吕特·尤尔以女双4號種子身分出戰。在小組賽階段首战便不敌中国的骆赢/骆羽、其后击败了美国的李意恒/宝拉·琳·奥巴娜娜和韩国的鄭景銀/申昇瓚，以赛会4號種子和小组第二名晉級八强。半準決賽，克里斯汀娜·彼德森和卡米拉·吕特·尤尔面对韩国的張藝娜/李紹希，以2比1（28-26、18-21、21-15）淘汰对手。準決賽，面對赛会2号种子、中国的唐渊渟/于洋，以2比1（21-16、14-21、21-19）拿下對手。決賽中，面對赛会1号种子、日本的松友美佐紀/高橋禮華，经历3局的激战，克里斯汀娜·彼德森與卡米拉·吕特·尤尔在第三局领先的优势下接连失误被对手逆转，最終以1比2（21-18、9-21、19-21）落败，后者也為日本在奧運會奪得第一面羽毛球金牌。
另一方面，她與约金·费舍尔·尼尔森以混双4號種子身分出戰。在小組賽階段首战力克波兰的罗伯特·马特斯亚克/娜蒂斯达·希尔巴、其后二场都不敌来自英国的克里斯·爱德考克/加布里·爱德考克、中国的徐晨/马晋，使得难以出线。在赛前有羽坛界认为B组的分配格局看成是死亡之组，然而波兰组合在不被看好的情况下，给了各国带来了冲击。她與约金·费舍尔·尼尔森的第二次奥运之旅就此结束了。

### 2017年世锦赛女双季军
2017年8月， 克里斯汀娜·彼德森參加苏格兰格拉斯哥舉行的世界羽毛球錦標賽，她分别与卡米拉·吕特·尤尔和约金·费舍尔·尼尔森出戰女子双打項目以及混合双打項目。她與克里斯汀娜·彼德森以2號種子身分出戰，故在首圈輪空；但在次圈以2比1（24-22、17-21、21-15）力克印度的阿什维尼·蓬纳帕/斯基·雷迪。在第三圈，以2-0（22-20、21-19）淘汰了韩国的金慧麟 /柳海媛。八强中，硬碰赛会7號種子日本二号女双的田中志穗/米元小春，激战三局以2-1 （21-5、18-21、27-25）险胜对手。準決賽中，再次面对另一组同样来自日本三号女双的福島由紀/廣田彩花，在先衰后胜的局面下，还是以1比2（17-21、21-19、14-21）无法阻止后者以「黑馬」姿态勇闯决赛并且赢得女子双打铜牌。
而她與约金·费舍尔·尼尔森以6號種子身分出戰，故在首圈輪空；但在次圈以2比0（21-12、21-8）轻取德国的马克·拉姆斯富斯 /伊莎贝尔·赫特里克。在第三圈，在双方开局打成5-5的情况下，由于自己的男搭档在比赛中脚突然受伤，倒在场地，以及经过医疗人员的商讨下。丹麦组合不得不选择弃赛，这么一来对手就此顺利晉級下一圈。

## 主要比賽成績
只列出曾進入準決賽的國際賽事成績：
| 年份   | 賽事                     | 公開賽級別 | 項目          | 拍檔                  | 成績   |
| ------ | ------------------------ | ---------- | ------------- | --------------------- | ------ |
| 2005年 | 歐洲青年羽毛球錦標賽     | 其他       | 混合團體      | －                    | 冠軍   |
| 2005年 | 歐洲青年羽毛球錦標賽     | 其他       | 女子雙打      | 莱恩·丹穆凯尔·克鲁斯  | 亞軍   |
| 2005年 | 歐洲青年羽毛球錦標賽     | 其他       | 混合雙打      | 拉斯马斯·邦德         | 冠軍   |
| 2005年 | 捷克羽毛球國際賽         |            | 女子雙打      | Line Reimers          | 亞軍   |
| 2005年 | 捷克羽毛球國際賽         | 混合雙打   | 拉斯马斯·邦德 | 準決賽                |        |
| 2007年 | 荷蘭羽毛球大獎賽         | 大獎賽     | 混合雙打      | 拉斯马斯·邦德         | 冠軍   |
| 2008年 | 中華台北羽毛球黃金大獎賽 | 黃金大獎賽 | 混合雙打      | 约金·费舍尔·尼尔森    | 準決賽 |
| 2008年 | 碧特博格羽毛球大獎賽     | 大獎賽     | 混合雙打      | 约金·费舍尔·尼尔森    | 亞軍   |
| 2008年 | 荷蘭羽毛球大獎賽         | 大獎賽     | 女子雙打      | 米尔·舍特-克里斯滕森  | 準決賽 |
| 2008年 | 荷蘭羽毛球大獎賽         | 大獎賽     | 混合雙打      | 约金·费舍尔·尼尔森    | 冠軍   |
| 2008年 | 丹麥羽毛球超級賽         | 超級賽     | 混合雙打      | 约金·费舍尔·尼尔森    | 冠軍   |
| 2009年 | 馬來西亞羽毛球超級賽     | 超級賽     | 混合雙打      | 约金·费舍尔·尼尔森    | 準決賽 |
| 2009年 | 印尼羽毛球超級賽         | 超級賽     | 混合雙打      | 约金·费舍尔·尼尔森    | 準決賽 |
| 2009年 | 世界羽毛球錦標賽         | 其他       | 混合雙打      | 约金·费舍尔·尼尔森    | 季軍   |
| 2009年 | 日本羽毛球超級賽         | 超級賽     | 混合雙打      | 约金·费舍尔·尼尔森    | 亞軍   |
| 2009年 | 丹麥羽毛球超級賽         | 超級賽     | 混合雙打      | 约金·费舍尔·尼尔森    | 冠軍   |
| 2009年 | 世界羽聯超級系列賽總決賽 | 超級賽     | 混合雙打      | 约金·费舍尔·尼尔森    | 冠軍   |
| 2010年 | 日本羽毛球超級賽         | 超級賽     | 混合雙打      | 约金·费舍尔·尼尔森    | 準決賽 |
| 2010年 | 法國羽毛球超級賽         | 超級賽     | 混合雙打      | 约金·费舍尔·尼尔森    | 準決賽 |
| 2010年 | 香港羽毛球超級賽         | 超級賽     | 混合雙打      | 约金·费舍尔·尼尔森    | 冠軍   |
| 2011年 | 馬來西亞羽毛球超級賽     | 超級賽     | 混合雙打      | 约金·费舍尔·尼尔森    | 準決賽 |
| 2011年 | 瑞士羽毛球黃金大獎賽     | 黃金大獎賽 | 女子雙打      | 卡米拉·吕特·尤尔      | 準決賽 |
| 2011年 | 瑞士羽毛球黃金大獎賽     | 黃金大獎賽 | 混合雙打      | 约金·费舍尔·尼尔森    | 冠軍   |
| 2011年 | 印尼羽毛球首要超級賽     | 首要超級賽 | 女子雙打      | 卡米拉·吕特·尤尔      | 準決賽 |
| 2011年 | 蘇迪曼盃                 | 其他       | 混合團體      | －                    | 亞軍   |
| 2011年 | 中國羽毛球大師賽         | 超級賽     | 混合雙打      | 约金·费舍尔·尼尔森    | 準決賽 |
| 2011年 | 日本羽毛球超級賽         | 超級賽     | 混合雙打      | 约金·费舍尔·尼尔森    | 亞軍   |
| 2011年 | 丹麥羽毛球首要超級賽     | 首要超級賽 | 混合雙打      | 约金·费舍尔·尼尔森    | 冠軍   |
| 2011年 | 法國羽毛球超級賽         | 超級賽     | 混合雙打      | 约金·费舍尔·尼尔森    | 冠軍   |
| 2011年 | 香港羽毛球超級賽         | 超級賽     | 女子雙打      | 卡米拉·吕特·尤尔      | 準決賽 |
| 2011年 | 香港羽毛球超級賽         | 超級賽     | 混合雙打      | 约金·费舍尔·尼尔森    | 亞軍   |
| 2011年 | 中國羽毛球首要超級賽     | 首要超級賽 | 混合雙打      | 约金·费舍尔·尼尔森    | 亞軍   |
| 2011年 | 世界羽聯超級系列賽總決賽 | 首要超級賽 | 女子雙打      | 卡米拉·吕特·尤尔      | 準決賽 |
| 2011年 | 世界羽聯超級系列賽總決賽 | 首要超級賽 | 混合雙打      | 约金·费舍尔·尼尔森    | 準決賽 |
| 2012年 | 韓國羽毛球首要超級賽     | 首要超級賽 | 混合雙打      | 约金·费舍尔·尼尔森    | 準決賽 |
| 2012年 | 馬來西亞羽毛球超級賽     | 超級賽     | 女子雙打      | 卡米拉·吕特·尤尔      | 冠軍   |
| 2012年 | 歐洲羽毛球錦標賽         | 其他       | 女子雙打      | 卡米拉·吕特·尤尔      | 冠軍   |
| 2012年 | 泰國羽毛球黃金大獎賽     | 黃金大獎賽 | 混合雙打      | 约金·费舍尔·尼尔森    | 準決賽 |
| 2012年 | 奧林匹克運動會羽毛球比賽 | 其他       | 混合雙打      | 约金·费舍尔·尼尔森    | 銅牌   |
| 2012年 | 法國羽毛球超級賽         | 超級賽     | 女子雙打      | 卡米拉·吕特·尤尔      | 亞軍   |
| 2012年 | 香港羽毛球超級賽         | 超級賽     | 混合雙打      | 约金·费舍尔·尼尔森    | 準決賽 |
| 2012年 | 世界羽聯超級系列賽總決賽 | 首要超級賽 | 女子雙打      | 卡米拉·吕特·尤尔      | 亞軍   |
| 2012年 | 世界羽聯超級系列賽總決賽 | 首要超級賽 | 混合雙打      | 约金·费舍尔·尼尔森    | 冠軍   |
| 2012年 | 哥本哈根羽毛球大師賽     | 其他       | 混合雙打      | 約金·費舍爾·尼爾森    | 冠軍   |
| 2013年 | 韓國羽毛球首要超級賽     | 首要超級賽 | 女子雙打      | 卡米拉·吕特·尤尔      | 準決賽 |
| 2013年 | 韓國羽毛球首要超級賽     | 首要超級賽 | 混合雙打      | 约金·费舍尔·尼尔森    | 準決賽 |
| 2013年 | 馬來西亞羽毛球超級賽     | 超級賽     | 混合雙打      | 约金·费舍尔·尼尔森    | 冠軍   |
| 2013年 | 歐洲羽毛球混合團體錦標賽 | 其他       | 混合團體      | －                    | 亞軍   |
| 2013年 | 瑞士羽毛球黃金大獎賽     | 黃金大獎賽 | 女子雙打      | 卡米拉·吕特·尤尔      | 準決賽 |
| 2013年 | 瑞士羽毛球黃金大獎賽     | 黃金大獎賽 | 混合雙打      | 约金·费舍尔·尼尔森    | 冠軍   |
| 2013年 | 印度羽毛球超級賽         | 超級賽     | 女子雙打      | 卡米拉·吕特·尤尔      | 亞軍   |
| 2013年 | 世界羽毛球錦標賽         | 其他       | 女子雙打      | 卡米拉·吕特·尤尔      | 準決賽 |
| 2013年 | 日本羽毛球超級賽         | 超級賽     | 女子雙打      | 卡米拉·吕特·尤尔      | 亞軍   |
| 2013年 | 日本羽毛球超級賽         | 超級賽     | 混合雙打      | 约金·费舍尔·尼尔森    | 準決賽 |
| 2013年 | 倫敦羽毛球黃金大獎賽     | 黃金大獎賽 | 女子雙打      | 卡米拉·吕特·尤尔      | 冠軍   |
| 2013年 | 丹麥羽毛球首要超級賽     | 首要超級賽 | 女子雙打      | 卡米拉·吕特·尤尔      | 亞軍   |
| 2013年 | 丹麥羽毛球首要超級賽     | 首要超級賽 | 混合雙打      | 约金·费舍尔·尼尔森    | 準決賽 |
| 2013年 | 中國羽毛球首要超級賽     | 首要超級賽 | 混合雙打      | 约金·费舍尔·尼尔森    | 亞軍   |
| 2013年 | 香港羽毛球超級賽         | 超級賽     | 女子雙打      | 卡米拉·吕特·尤尔      | 準決賽 |
| 2013年 | 世界羽聯超級系列賽總決賽 | 首要超級賽 | 女子雙打      | 卡米拉·吕特·尤尔      | 冠軍   |
| 2013年 | 世界羽聯超級系列賽總決賽 | 首要超級賽 | 混合雙打      | 约金·费舍尔·尼尔森    | 冠軍   |
| 2013年 | 哥本哈根羽毛球大師賽     | 其他       | 混合雙打      | 約金·費舍爾·尼爾森    | 冠軍   |
| 2014年 | 馬來西亞羽毛球首要超級賽 | 首要超級賽 | 女子雙打      | 卡米拉·吕特·尤尔      | 準決賽 |
| 2014年 | 馬來西亞羽毛球首要超級賽 | 首要超級賽 | 混合雙打      | 约金·费舍尔·尼尔森    | 亞軍   |
| 2014年 | 歐洲女子羽毛球團體錦標賽 | 其他       | 女子團體      | －                    | 冠軍   |
| 2014年 | 印度羽毛球超級賽         | 超級賽     | 女子雙打      | 卡米拉·吕特·尤尔      | 準決賽 |
| 2014年 | 印度羽毛球超級賽         | 超級賽     | 混合雙打      | 约金·费舍尔·尼尔森    | 冠軍   |
| 2014年 | 新加坡羽毛球超級賽       | 超級賽     | 女子雙打      | 卡米拉·吕特·尤尔      | 亞軍   |
| 2014年 | 歐洲羽毛球錦標賽         | 其他       | 女子雙打      | 卡米拉·吕特·尤尔      | 冠軍   |
| 2014年 | 歐洲羽毛球錦標賽         | 其他       | 混合雙打      | 约金·费舍尔·尼尔森    | 冠軍   |
| 2014年 | 印尼羽毛球首要超級賽     | 首要超級賽 | 混合雙打      | 约金·费舍尔·尼尔森    | 冠軍   |
| 2014年 | 澳洲羽毛球超級賽         | 超級賽     | 女子雙打      | 卡米拉·吕特·尤尔      | 準決賽 |
| 2014年 | 世界羽毛球錦標賽         | 其他       | 混合雙打      | 约金·费舍尔·尼尔森    | 季軍   |
| 2014年 | 世界羽聯超級系列賽總決賽 | 首要超級賽 | 混合雙打      | 约金·费舍尔·尼尔森    | 準決賽 |
| 2014年 | 哥本哈根羽毛球大師賽     | 其他       | 女子雙打      | 卡米拉·吕特·尤尔      | 冠軍   |
| 2014年 | 哥本哈根羽毛球大師賽     | 其他       | 混合雙打      | 约金·费舍尔·尼尔森    | 冠軍   |
| 2015年 | 馬來西亞羽毛球大師賽     | 黃金大獎賽 | 女子雙打      | 卡米拉·吕特·尤尔      | 冠軍   |
| 2015年 | 馬來西亞羽毛球大師賽     | 黃金大獎賽 | 混合雙打      | 约金·费舍尔·尼尔森    | 冠軍   |
| 2015年 | 歐洲羽毛球混合團體錦標賽 | 其他       | 混合團體      | －                    | 冠軍   |
| 2015年 | 德國羽毛球黃金大獎賽     | 黃金大獎賽 | 女子雙打      | 卡米拉·吕特·尤尔      | 冠軍   |
| 2015年 | 德國羽毛球黃金大獎賽     | 黃金大獎賽 | 混合雙打      | 约金·费舍尔·尼尔森    | 亞軍   |
| 2015年 | 全英羽毛球首要超級賽     | 首要超級賽 | 混合雙打      | 约金·费舍尔·尼尔森    | 準決賽 |
| 2015年 | 印度羽毛球超級賽         | 超級賽     | 女子雙打      | 卡米拉·吕特·尤尔      | 準決賽 |
| 2015年 | 印度羽毛球超級賽         | 超級賽     | 混合雙打      | 约金·费舍尔·尼尔森    | 亞軍   |
| 2015年 | 澳洲羽毛球超級賽         | 超級賽     | 女子雙打      | 卡米拉·吕特·尤尔      | 準決賽 |
| 2015年 | 印尼羽毛球首要超級賽     | 首要超級賽 | 混合雙打      | 约金·费舍尔·尼尔森    | 準決賽 |
| 2015年 | 世界羽毛球錦標賽         | 其他       | 女子雙打      | 卡米拉·吕特·尤尔      | 亞軍   |
| 2015年 | 日本羽毛球超級賽         | 超級賽     | 女子雙打      | 卡米拉·吕特·尤尔      | 亞軍   |
| 2015年 | 日本羽毛球超級賽         | 超級賽     | 混合雙打      | 约金·费舍尔·尼尔森    | 冠軍   |
| 2015年 | 丹麥羽毛球首要超級賽     | 首要超級賽 | 混合雙打      | 约金·费舍尔·尼尔森    | 準決賽 |
| 2015年 | 中國羽毛球首要超級賽     | 首要超級賽 | 混合雙打      | 约金·费舍尔·尼尔森    | 亞軍   |
| 2015年 | 世界羽聯超級系列賽總決賽 | 首要超級賽 | 女子雙打      | 卡米拉·吕特·尤尔      | 亞軍   |
| 2015年 | 哥本哈根羽毛球大師賽     | 其他       | 女子雙打      | 卡米拉·吕特·尤尔      | 冠軍   |
| 2015年 | 哥本哈根羽毛球大師賽     | 其他       | 混合雙打      | 约金·费舍尔·尼尔森    | 冠軍   |
| 2016年 | 歐洲女子羽毛球團體錦標賽 | 其他       | 女子團體      | －                    | 冠軍   |
| 2016年 | 全英羽毛球首要超級賽     | 首要超級賽 | 女子雙打      | 卡米拉·吕特·尤尔      | 準決賽 |
| 2016年 | 全英羽毛球首要超級賽     | 首要超級賽 | 混合雙打      | 约金·费舍尔·尼尔森    | 亞軍   |
| 2016年 | 印度羽毛球超級賽         | 超級賽     | 女子雙打      | 卡米拉·吕特·尤尔      | 準決賽 |
| 2016年 | 馬來西亞羽毛球首要超級賽 | 首要超級賽 | 混合雙打      | 约金·费舍尔·尼尔森    | 準決賽 |
| 2016年 | 歐洲羽毛球錦標賽         | 其他       | 女子雙打      | 卡米拉·吕特·尤尔      | 冠軍   |
| 2016年 | 歐洲羽毛球錦標賽         | 其他       | 混合雙打      | 约金·费舍尔·尼尔森    | 冠軍   |
| 2016年 | 奧林匹克運動會羽毛球比賽 | 其他       | 女子雙打      | 卡米拉·吕特·尤尔      | 银牌   |
| 2016年 | 日本羽毛球超級賽         | 超級賽     | 女子雙打      | 卡米拉·吕特·尤尔      | 冠軍   |
| 2016年 | 韓國羽毛球超級賽         | 超級賽     | 女子雙打      | 卡米拉·吕特·尤尔      | 準決賽 |
| 2016年 | 丹麥羽毛球首要超級賽     | 首要超級賽 | 混合雙打      | 约金·费舍尔·尼尔森    | 冠軍   |
| 2016年 | 法國羽毛球超級賽         | 超級賽     | 混合雙打      | 约金·费舍尔·尼尔森    | 準決賽 |
| 2016年 | 中國羽毛球首要超級賽     | 首要超級賽 | 女子雙打      | 卡米拉·吕特·尤尔      | 準決賽 |
| 2016年 | 香港羽毛球超級賽         | 超級賽     | 女子雙打      | 卡米拉·吕特·尤尔      | 冠軍   |
| 2016年 | 世界羽聯超級系列賽總決賽 | 首要超級賽 | 女子雙打      | 卡米拉·吕特·尤尔      | 準決賽 |
| 2016年 | 世界羽聯超級系列賽總決賽 | 首要超級賽 | 混合雙打      | 约金·费舍尔·尼尔森    | 準決賽 |
| 2017年 | 印度羽毛球黃金大獎賽     | 黃金大獎賽 | 女子雙打      | 卡米拉·吕特·尤尔      | 冠軍   |
| 2017年 | 印度羽毛球黃金大獎賽     | 黃金大獎賽 | 混合雙打      | 约金·费舍尔·尼尔森    | 準決賽 |
| 2017年 | 歐洲羽毛球混合團體錦標賽 | 其他       | 混合團體      | －                    | 冠軍   |
| 2017年 | 全英羽毛球首要超級賽     | 首要超級賽 | 女子雙打      | 卡米拉·吕特·尤尔      | 亞軍   |
| 2017年 | 新加坡羽毛球超級賽       | 超級賽     | 女子雙打      | 卡米拉·吕特·尤尔      | 冠軍   |
| 2017年 | 歐洲羽毛球錦標賽         | 其他       | 女子雙打      | 卡米拉·吕特·尤尔      | 冠軍   |
| 2017年 | 歐洲羽毛球錦標賽         | 其他       | 混合雙打      | 约金·费舍尔·尼尔森    | 亞軍   |
| 2017年 | 澳洲羽毛球超級賽         | 超級賽     | 女子雙打      | 卡米拉·吕特·尤尔      | 亞軍   |
| 2017年 | 世界羽毛球錦標賽         | 其他       | 女子雙打      | 卡米拉·吕特·尤尔      | 季軍   |
| 2017年 | 韓國羽毛球超級賽         | 超級賽     | 女子雙打      | 卡米拉·吕特·尤尔      | 準決賽 |
| 2017年 | 法國羽毛球超級賽         | 超級賽     | 混合雙打      | 马蒂亚斯·克里斯蒂安森 | 準決賽 |
| 2017年 | 中國羽毛球首要超級賽     | 首要超級賽 | 混合雙打      | 马蒂亚斯·克里斯蒂安森 | 亞軍   |
| 2017年 | 香港羽毛球超級賽         | 超級賽     | 混合雙打      | 马蒂亚斯·克里斯蒂安森 | 亞軍   |
| 2017年 | 世界羽聯超級系列賽總決賽 | 首要超級賽 | 女子雙打      | 卡米拉·吕特·尤尔      | 準決賽 |
| 2018年 | 馬來西亞羽毛球大師賽     | 超級500賽  | 女子雙打      | 卡米拉·吕特·尤尔      | 冠軍   |
| 2018年 | 印尼羽毛球大師賽         | 超級500賽  | 女子雙打      | 卡米拉·吕特·尤尔      | 準決賽 |
| 2018年 | 印度羽毛球公開賽         | 超級500賽  | 女子雙打      | 卡米拉·吕特·尤尔      | 準決賽 |
| 2018年 | 印度羽毛球公開賽         | 超級500賽  | 混合雙打      | 马蒂亚斯·克里斯蒂安森 | 冠軍   |
| 2018年 | 歐洲羽毛球女子團體錦標賽 | 其他       | 女子團體      | －                    | 冠軍   |
| 2018年 | 全英羽毛球公開賽         | 超級1000賽 | 女子雙打      | 卡米拉·吕特·尤尔      | 冠軍   |
| 2018年 | 全英羽毛球公開賽         | 超級1000賽 | 混合雙打      | 马蒂亚斯·克里斯蒂安森 | 準決賽 |
| 2018年 | 歐洲羽毛球錦標賽         | 其他       | 混合雙打      | 馬蒂亞斯·克里斯蒂安森 | 亞軍   |
| 2018年 | 韓國羽毛球公開賽         | 超級500賽  | 混合雙打      | 馬蒂亞斯·克里斯蒂安森 | 亞軍   |
| 2019年 | 歐洲羽毛球混合團體錦標賽 | 其他       | 混合團體      | －                    | 冠軍   |

| 2007-2017年 | 首要超級賽 | 超級賽 | 黃金大獎賽 | 大獎賽 | 國際挑戰賽 | 國際系列賽 | 未來系列賽 | 其他 |

| 2018-2026年 | 總決賽 | 超級1000賽 | 超級750賽 | 超級500賽 | 超級300賽 | 超級100賽 | 國際挑戰賽 | 國際系列賽 | 未來系列賽 | 其他 |

### 奧運會和世錦賽參賽紀錄
|          | 搭檔                  | 2009 | 2010 | 2011 | 2012 | 2013 | 2014 | 2015 | 2016       | 2017 | 2018 |
| -------- | --------------------- | ---- | ---- | ---- | ---- | ---- | ---- | ---- | ---------- | ---- | ---- |
| 女子雙打 | 卡米拉·吕特·尤尔      | －   | －   | 16強 | 8強  | 季軍 | 16強 | 亞軍 | 銀牌       | 季軍 | －   |
|          |                       |      |      |      |      |      |      |      |            |      |      |
| 混合雙打 | 约金·费舍尔·尼尔森    | 季軍 | 16強 | 8強  | 銅牌 | 16強 | 季軍 | 16強 | 小組第四名 | 16強 | －   |
| 混合雙打 | 马蒂亚斯·克里斯蒂安森 | －   | －   | －   | －   | －   | －   | －   | －         | －   | 8強  |

## 個人生活
克里斯汀娜·彼德森與她的女雙搭檔卡米拉·呂特·尤爾在2017年10月出櫃，是雙方各自的第一位同性戀人，並表示兩人自開始搭配前一年（2009年）就開始交往，之前沒有公布是因為不想以戀人的身分而是以比賽成績受到關注，且因為可能會前往對同性戀者不友善的國家參加比賽，為了保護彼此的安全而決定隱瞞兩人的戀情。直到2017年，她們認為自身在羽毛球方面的成就已經達到一定的層級而選擇公布這個消息。
2018年7月11日，尤爾和彼德森在兩人一同經營的社群網站公布尤爾懷孕的消息。

## 外部連結
- 官方网站（丹麦文）

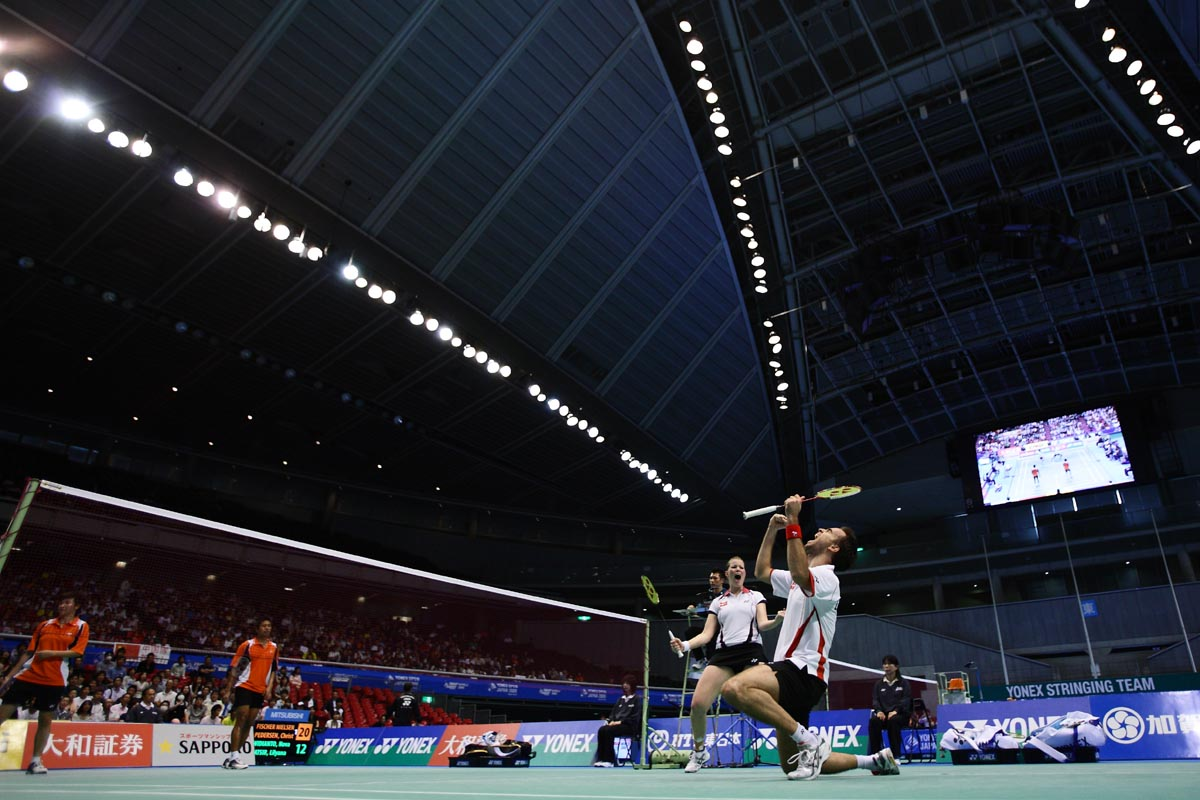
克里斯汀娜·彼德森和约金·费舍尔·尼尔森的組合在2009年日本羽毛球公開賽中取得勝利

- Kamilla Rytter Juhl and Christinna Pedersen的Facebook專頁